# ZIF

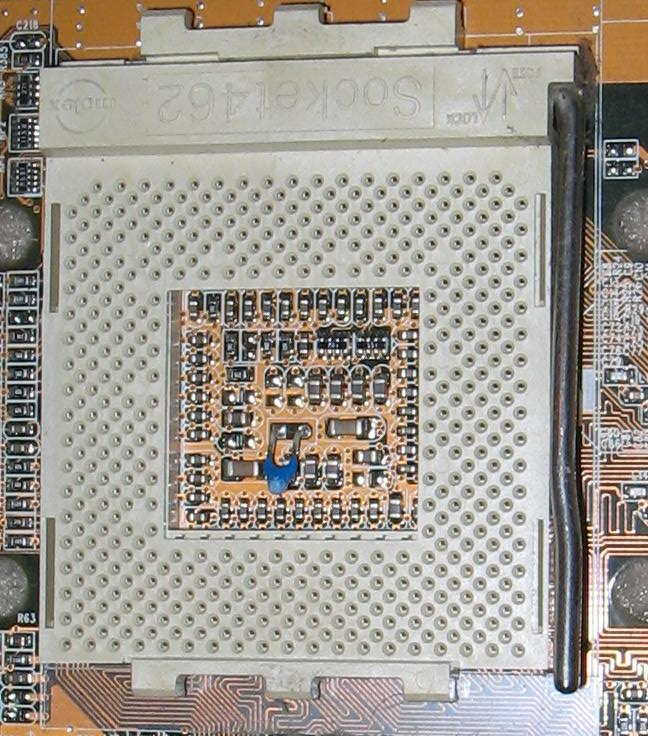
Socket 462

Un ZIF, acrònim en anglès de Zero Insertion Force, és un tipus de sòcol de CPU que permet inserir i treure components sense fer força i d'una forma fàcil, ja que porta una palanca que impulsa tots els pins amb la mateixa pressió, de manera que també evita que es danyin.
Es fa servir tant per microprocessadors, com per microcontroladors, circuits integrats i cartutxos, com els de la NES.
En els microprocessadors, és elèctricament com PGA, encara que gràcies a un sistema mecànic és possible introduir el microprocessador sense necessitat de cap força, evitant així el risc de trencament d'algun dels seus pins.
Els sòcols ZIF per microcontroladors són de color blau i solen amb entre 28 i 40 pins.

## Sòcols de prova universals

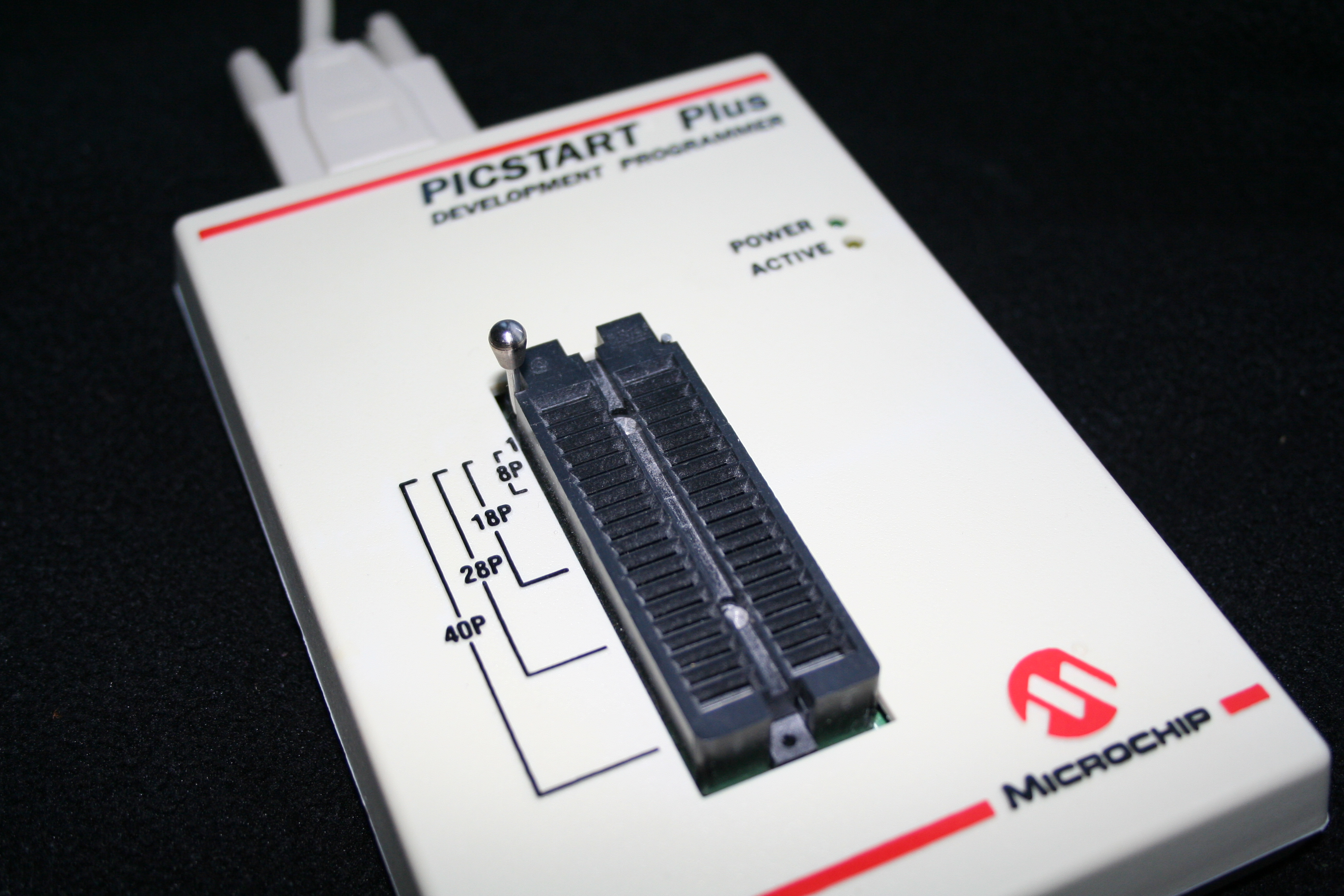
dispositiu de programació per a un microcontrolador PIC, amb una doble línia en el sòcol ZIF

Els xips DIL estàndards venen en dos amples (mesura entre els centres de contactes), en 0,3 mm (7,62) (R / prim) per a dispositius més petits (8-28 pin) i 0,6 a (15,24 mm) per a dispositius més grans (24-40 PIN). Per a permetre el disseny dels programadors i els dispositius similars es fabriquen sòcols de prova universal que suporten una àmplia gamma de dispositius alguns en DIP estret i alguns en DIP ample. Aquests tenen ranures d'ample en el qual els entren els pins de 0,3 i 0,6 en els dispositius a inserir.

## Sòcols ZIF "wire-to-board"
Els connectors ZIF "wire-to-board" (cable/placa) s'utilitzen per subjectar els cables a la placa de circuit imprès dins d'un equip electrònic. Els cables, sovint formats per un cable pla, són pre-pelats i els extrems col·locats a l'interior del connector. En ajuntar les dues parts lliscants del connector, aquestes subjecten els cables amb força fent el contacte. L'avantatge més important d'aquest sistema és que no requereix un mitjà d'acoblament a ser instal·lat en els extrems del cable, per tant estalvi d'espai i de costos dins dels equips miniaturitzats. Veure Flat Flex Cable

## SòcolsBall grid array
Es poden utilitzar sòcols ZIF per als xips BGA, en particular durant el desenvolupament. Aquests sòcols tendeixen a ser poc fiables, i no subjecten totes les boles. Un altre tipus de socket BGA, també sense força d'inserció, però no un "sòcol ZIF" en el sentit tradicional, funciona millor mitjançant l'ús de clavilles de ressort que empenyent cap amunt les boles des de sota.